# Підводні човни типу «Лос-Анджелес»
| Підводні човни типу «Лос-Анджелес» | Підводні човни типу «Лос-Анджелес»                                      | Підводні човни типу «Лос-Анджелес»                                      |
| ---------------------------------- | ----------------------------------------------------------------------- | ----------------------------------------------------------------------- |
| Los Angeles-class submarine        |                                                                         |                                                                         |
|                                    |                                                                         |                                                                         |
| Човен «Ешвілл», листопад 2005      |                                                                         |                                                                         |
| Під прапором                       | США                                                                     | США                                                                     |
| Спуск на воду                      | 1972—1995 рр. (62 човни)                                                | 1972—1995 рр. (62 човни)                                                |
| Виведений зі складу флоту          | з 1995 року                                                             | з 1995 року                                                             |
| Сучасний статус                    | 22 виведені з флоту, 40 на флоті                                        | 22 виведені з флоту, 40 на флоті                                        |
| Проєкт                             |                                                                         |                                                                         |
| Тип ПЧ                             | ПЧАРК                                                                   | ПЧАРК                                                                   |
| Розробник проєкту                  | Electric Boat, Newport News Shipbuilding                                | Electric Boat, Newport News Shipbuilding                                |
| Класифікація НАТО                  | Los Angeles class                                                       | Los Angeles class                                                       |
| Вартість                           | $900 мільйонів, у цінах 1990 року                                       | $900 мільйонів, у цінах 1990 року                                       |
| Основні характеристики             |                                                                         |                                                                         |
| Швидкість (надводна)               | 25-33 вузли (46-62 км/год)                                              | 25-33 вузли (46-62 км/год)                                              |
| Швидкість (підводна)               | 25-33 вузли (46-62 км/год)                                              | 25-33 вузли (46-62 км/год)                                              |
| Робоча глибина занурення           | 210—290 м                                                               | 210—290 м                                                               |
| Автономність плавання              | 90 днів, 150000 миль (245 000 км ходу)                                  | 90 днів, 150000 миль (245 000 км ходу)                                  |
| Екіпаж                             | 129 осіб                                                                | 129 осіб                                                                |
| Розміри                            |                                                                         |                                                                         |
| Довжина найбільша (по КВЛ)         | 110 м                                                                   | 110 м                                                                   |
| Ширина корпусу найб.               | 10 м                                                                    | 10 м                                                                    |
| Середня осадка (по КВЛ)            | 9,4 м                                                                   | 9,4 м                                                                   |
| Озброєння                          |                                                                         |                                                                         |
| Торпедно- мінне озброєння          | 4 носових ТА калібру 21 дюймів — 533 мм, 26 торпед                      | 4 носових ТА калібру 21 дюймів — 533 мм, 26 торпед                      |
| Ракетне озброєння                  | 6-8 протикорабельні КР UGM-84 Harpoon, 12 КР по наземних цілях Tomahawk | 6-8 протикорабельні КР UGM-84 Harpoon, 12 КР по наземних цілях Tomahawk |
| Зображення на Вікісховищі          |                                                                         |                                                                         |

Підводні човни типу «Лос-Анджелес» — тип багатоцільових атомних підводних човнів ВМС США. 62 підводних човни становили основу підводного флоту США в завершальні часи «Холодної війни». Проєктувалися на основі човнів типу «Стерджен». Їх наступниками були човни типів «Сівулф» і «Вірджинія».
Човни типу були названі в честь американських міст, за винятком човна SSN-709. Будівництво човнів відбулося у трьох серіях. У 1982 році після будівництва 31 човна (перша серія), тип піддався незначній модернізації, наступні 8 човнів (друга серія) було вставлено 12 нових вертикальних пускових труб для крилатих ракет «Tomahawk». Останній 23 човни (третя серія) отримали значне оновлення з реалізації програми 688i. Ці човни стали тихішими, з більш сучасною електронікою, датчиками і технологіями шумопоглинання. Зовні вони були відмінними від своїх попередників тим що їх носові вертикальні рулі були вмонтовані до корпусу човна, а не до рубки.

## Конструкція

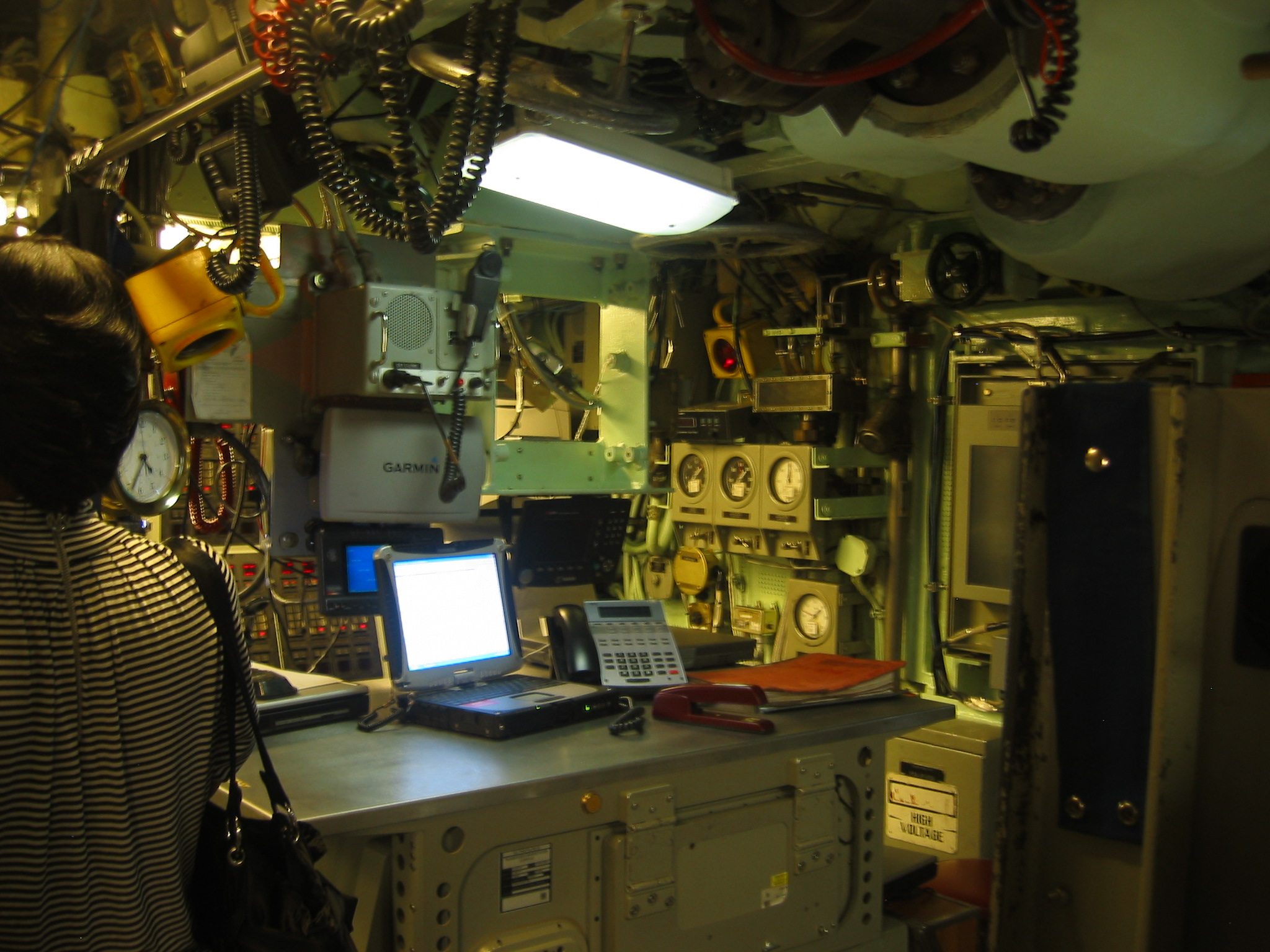
Контрольно-диспечерський пост човна Jefferson City (SSN-759), червень 2009

Конструкція однокорпусна, складається з циліндра (довжиною більше половини загальної довжини корпусу) і носових й кормових обводів у вигляді параболоїдів обертання, де розміщені цистерни головного баласту. На човнах є 4 висувних пристроїв.

## Озброєння
Ракетне озброєння складають КР «Томагавк» у варіантах для атаки наземних і надводних цілей. До 1991 року 3/4 човнів типу «Лос-Анджелес» були озброєні КР «Томагавк». Збережена можливість пуску ПКР через торпедні апарати. КР «Томагавк», у варіанті для атаки берегових об'єктів, має дальність 2500 км (з ядерною боєголовкою), 1600 км зі звичайною. Система TAINS (Tercom Aided Inertial Navigation System — Напівавтоматична інерціальна навігаційна система Терком) управляє польотом ракети до цілі на дозвуковій швидкості на висоті від 20 до 100 м. «Томагавк» може оснащуватися ядерною бойовою частиною.
Протикорабельний варіант КР «Томагавк» оснащується інерціальної системою наведення, а також активною протирадіолокаційною головкою самонаведення, дальність пуску становить до 450 км.
До складу озброєння АПЧ типу «Лос-Анджелес» також входить протикорабельна ракета «Гарпун». ПКР «Гарпун» в модифікації для підводних човнів оснащується активною радіолокаційною головкою самонаведення і має 225 кілограмову ГЧ. Дальність становить 70 км при дозвуковій швидкості польоту. Типовий варіант бойової завантаження (останніх модифікацій) — 12 ПКР «Томагавк», 6-8 ПКР «Гарпун», 16 торпед Mk 48 і ADCAP.
АПЧ «Лос-Анджелес» мають чотири 533-мм торпедні апарати, розташовані в середній частині корпусу і дозволяють вести стрілянину на повній швидкості ходу, а також систему управління торпедної стріляниною «Mark 113», а починаючи з SSN-700 — «Марк 117» . Боєзапас включає 26 торпед або ракет, що запускаються з торпедних апаратів, включаючи КР «Томагавк», ПКР «Гарпун» і торпеди «Mark 48 ADCAP». Торпеди «Gould Марк 48» призначені для ураження як надводних цілей, так і швидкохідних підводних човнів. Торпеда управляється як з передачею команд по дроту, так і без нього і використовує активну і пасивну систему самонаведення. Крім того ці торпеди обладнані системою багаторазової атаки, яка застосовується при втраті мети. Торпеда здійснює пошук, захоплення і атаку цілі. АПЧ «Лос-Анджелес» також може приймати міни моделей «Mobile Mark 67» і «Captor Mark 60».

## Засоби РЕБ і гідроакустики
Засоби РЕБ АПЧ «Лос-Анджелес» включають пошукову систему BRD-7, системи виявлення WLR-1H та WLR-8 (v) 2 і систему виявлення РЛС WLR-10. Проходять випробування системи акустичного виявлення та протидії AN / WLY-1 для заміни існуючої системи акустичного виявлення WLR-9A /12. АПЧ обладнаний системою торпедних пасток «Mark 2».
Човни типу оснащені великим набором гідролокаційного обладнання та датчиків: пасивна буксирована акустична антена ТВ-23/29 і бічна низькочастотна пасивна BQG 5D/E, активний високочастотний гідролокатор близької дії Ametek BQS15, використовуваний також для виявлення льодів, високочастотний активний гідролокатор MIDAS (Mine and Ice Detection Avoidance System — Система виявлення і уникнення мін і льодів), активний пошуковий гідролокатор Raytheon SADS-TG.

## Енергетична установка
АПЧ «Лос-Анджелес» обладнані водо-водяними реакторами GE PWR S6G, потужністю 26 МВт, розробки Дженерал Електрик. Мається допоміжний двигун потужністю 242 кВт. Термін служби паливних елементів реактора 13 років — значно перевищує термін служби реакторів інших серій (приблизно на 6-7 років). Починаючи з SSN-768, було встановлено новий більш «тихий» гребний гвинт і прибрані рубочні горизонтальні рулі. У 2000—2003 роках 4 ПЧ цього типу отримали контейнери Dry Deck Shelter для перевезення диверсантів, бойових плавців, підводних апаратів, водолазів і т. Д. Термін служби човнів першої серії становить 30 років, але може досягати 42 років з одним перезавантаженням палива.

## Список ПЧ

### Перша серія
|     | Назва                   | Завод                     | Закладений        | Спущений на воду  | Переданий флоту   | Виведений з флоту | Утилізований                    |
| --- | ----------------------- | ------------------------- | ----------------- | ----------------- | ----------------- | ----------------- | ------------------------------- |
| 1.  | «Лос-Анджелес»          | Newport News Shipbuilding | 8 січня 1972      | 6 квітня 1974     | 13 листопада 1976 | 4 лютого 2011     | 30 листопада 2012               |
| 2.  | «Батон-Руж»             | Newport News Shipbuilding | 18 листопада 1972 | 26 квітня 1975    | 25 червня 1977    | 13 січня 1995     | 30 вересня 1997                 |
| 3.  | «Філадельфія»           | Electric Boat             | 12 серпня 1972    | 19 жовтня 1974    | 25 червня 1977    | 25 червня 2010    | у резерві                       |
| 4.  | «Мемфіс»                | Newport News Shipbuilding | 23 червня 1973    | 3 квітня 1976     | 17 грудня 1977    | 1 квітня 2011     | у резерві                       |
| 5.  | «Омаха»                 | GDEB                      | 27 січня 1973     | 21 лютого 1976    | 11 березня 1978   | 5 жовтня 1995     | 30 листопада 2012               |
| 6.  | «Цинциннаті»            | Newport News Shipbuilding | 6 квітня 1974     | 19 лютого 1977    | 11 березня 1978   | 29 липня 1996     | підготовлюють до утилізації     |
| 7.  | «Гротон»                | Electric Boat             | 3 серпня 1973     | 9 жовтня 1976     | 8 липня 1978      | 7 листопада 1997  | 1 жовтня 2011                   |
| 8.  | «Бірмінгем»             | Newport News Shipbuilding | 26 квітня 1975    | 29 жовтня 1977    | 16 грудня 1978    | 22 грудня 1997    | підготовлюють до утилізації     |
| 9.  | «Нью-Йорк»              | Electric Boat             | 15 грудня 1973    | 18 червня 1977    | 3 березня 1979    | 30 квітня 1997    | підготовлюють до утилізації     |
| 10. | «Індіанаполіс»          | Electric Boat             | 19 жовтня 1974    | 30 липня 1977     | 5 січня 1980      | 22 грудня 1998    | підготовлюють до утилізації     |
| 11. | «Бремертон»             | Electric Boat             | 8 травня 1976     | 22 липня 1978     | 28 березня 1981   | 21 травня 2021    | готують до утилізації           |
| 12. | «Джексонвілл»           | Electric Boat             | 21 лютого 1976    | 18 листопада 1978 | 16 травня 1981    | 16 листопада 2021 |                                 |
| 13. | «Даллас»                | Electric Boat             | 9 жовтня 1976     | 28 квітня 1979    | 18 липня 1981     | 4 квітня 2018     |                                 |
| 14. | «Ла-Хойя»               | Electric Boat             | 16 жовтня 1976    | 11 серпня 1979    | 30 вересня 1981   | 15 листопада 2019 |                                 |
| 15. | «Фенікс»                | Electric Boat             | 30 липня 1977     | 8 грудня 1979     | 19 грудня 1981    | 29 липня 1998     | підготовлюють до утилізації     |
| 16. | «Бостон»                | Electric Boat             | 11 серпня 1978    | 19 квітня 1980    | 30 січня 1982     | 19 листопада 1999 | підготовлюють до утилізації     |
| 17. | «Балтимор»              | Electric Boat             | 21 травня 1979    | 13 грудня 1980    | 24 липня 1982     | 10 липня 1998     | підготовлюють до утилізації     |
| 18. | «Сіті оф Корпус-Крісті» | Electric Boat             | 4 вересня 1979    | 25 квітня 1981    | 8 січня 1983      | 3 серпня 2017     |                                 |
| 19. | «Альбукерке»            | Electric Boat             | 27 грудня 1979    | 13 березня 1982   | 21 травня 1983    | 27 лютого 2017    |                                 |
| 20. | «Портсмут»              | Electric Boat             | 8 травня 1980     | 18 вересня 1982   | 1 жовтня 1983     | 10 вересня 2004   | підготовлюють до утилізації     |
| 21. | «Міннеаполіс—Сент-Пол»  | Electric Boat             | 20 січня 1981     | 19 березня 1983   | 10 березня 1984   | 28 серпня 2008    | підготовлюють до утилізації     |
| 22. | «Гаймен Ріковер»        | Electric Boat             | 24 липня 1981     | 27 серпня 1983    | 21 липня 1984     | 14 грудня 2006    | підготовлюють до утилізації     |
| 23. | «Огаста»                | Electric Boat             | 24 липня 1981     | 21 січня 1984     | 19 січня 1985     | 11 лютого 2009    | підготовлюють до утилізації     |
| 24. | «Сан-Франциско»         | Newport News Shipbuilding | 26 травня 1977    | 27 жовтня 1979    | 24 квітня 1981    |                   |                                 |
| 25. | «Атланта»               | Newport News Shipbuilding | 17 серпня 1978    | 16 серпня 1980    | 6 березня 1982    | 16 грудня 1999    | підготовлюють до утилізації     |
| 26. | «Х'юстон»               | Newport News Shipbuilding | 29 січня 1979     | 21 березня 1981   | 25 вересня 1982   | 26 серпня 2016    |                                 |
| 27. | «Норфолк»               | Newport News Shipbuilding | 1 серпня 1979     | 31 жовтня 1981    | 21 травня 1983    | 11 грудня 2014    |                                 |
| 28. | «Баффало»               | Newport News Shipbuilding | 25 січня 1980     | 8 травня 1982     | 5 листопада 1983  | 30 січня 2019     |                                 |
| 29. | «Солт-Лейк-Сіті»        | Newport News Shipbuilding | 26 серпня 1980    | 16 жовтня 1982    | 12 травня 1984    | 15 січня 2006     | у травні 2007 року утилізований |
| 30. | «Олимпія»               | Newport News Shipbuilding | 31 березня 1981   | 30 квітня 1983    | 17 листопада 1984 | 5 лютого 2001     |                                 |
| 31. | «Гонолулу»              | Newport News Shipbuilding | 10 листопада 1981 | 24 вересня 1983   | 6 липня 1985      | 2 листопада 2007  |                                 |

### Друга серія
|     | Назва           | Завод                     | Закладений      | Спущений на воду | Переданий флоту   | Виведений з флоту | Утилізований |
| --- | --------------- | ------------------------- | --------------- | ---------------- | ----------------- | ----------------- | ------------ |
| 32. | «Провіденс»     | Electric Boat             | 14 жовтня 1982  | 4 серпня 1984    | 27 липня 1985     | 22 серпня 2022    |              |
| 33. | «Піттсбург»     | Electric Boat             | 15 квітня 1983  | 8 грудня 1984    | 23 листопада 1985 | 17 січня 2020     |              |
| 34. | «Чикаго»        | Newport News Shipbuilding | 5 січня 1983    | 13 жовтня 1984   | 27 вересня 1986   |                   |              |
| 35. | «Кі-Вест»       | Newport News Shipbuilding | 6 липня 1983    | 20 липня 1985    | 12 вересня 1987   |                   |              |
| 36. | «Оклахома-Сіті» | Newport News Shipbuilding | 4 січня 1984    | 2 листопада 1985 | 9 липня 1988      | 9 вересня 2022    |              |
| 37. | «Луїсвілл»      | Electric Boat             | 24 вересня 1984 | 14 грудня 1985   | 8 листопада 1986  | 9 березня 2021    |              |
| 38. | «Гелена»        | Electric Boat             | 28 березня 1985 | 28 червня 1986   | 11 липня 1987     |                   |              |
| 39. | «Ньюпорт-Ньюс»  | Newport News Shipbuilding | 3 березня 1984  | 15 березня 1986  | 3 червня 1989     |                   |              |

### Третя серія
|     | Назва             | Завод                     | Закладений      | Спущений на воду  | Переданий флоту   | Виведений з флоту | Утилізований                |
| --- | ----------------- | ------------------------- | --------------- | ----------------- | ----------------- | ----------------- | --------------------------- |
| 40. | «Сан-Хуан»        | Electric Boat             | 9 серпня 1985   | 6 грудня 1986     | 6 серпня 1988     |                   |                             |
| 41. | «Пасадена»        | Electric Boat             | 20 грудня 1985  | 12 вересня 1987   | 11 лютого 1989    |                   |                             |
| 42. | «Олбані»          | Newport News Shipbuilding | 22 квітня 1985  | 13 червня 1987    | 7 квітня 1990     |                   |                             |
| 43. | «Топека»          | Electric Boat             | 13 травня 1986  | 23 січня 1988     | 21 жовтня 1989    |                   |                             |
| 44. | «Маямі»           | Electric Boat             | 24 жовтня 1986  | 12 листопада 1988 | 30 червня 1990    | 28 березня 2014   | підготовлюють до утилізації |
| 45. | «Скрентон»        | Newport News Shipbuilding | 29 серпня 1986  | 3 липня 1989      | 26 січня 1991     |                   |                             |
| 46. | «Александрія»     | Electric Boat             | 19 червня 1987  | 23 червня 1990    | 29 червня 1991    |                   |                             |
| 47. | «Ешвілл»          | Newport News Shipbuilding | 9 січня 1987    | 24 лютого 1990    | 28 вересня 1991   |                   |                             |
| 48. | «Джефферсон-Сіті» | Newport News Shipbuilding | 21 вересня 1987 | 17 серпня 1990    | 29 лютого 1992    |                   |                             |
| 49. | «Аннаполіс»       | Electric Boat             | 15 червня 1988  | 18 травня 1991    | 11 квітня 1992    |                   |                             |
| 50. | «Спрінгфілд»      | Electric Boat             | 29 січня 1990   | 4 січня 1992      | 9 січня 1993      |                   |                             |
| 51. | «Коламбус»        | Electric Boat             | 9 січня 1991    | 1 серпня 1992     | 24 липня 1993     |                   |                             |
| 52. | «Санта-Фе»        | Electric Boat             | 9 липня 1991    | 12 грудня 1992    | 8 січня 1994      |                   |                             |
| 53. | «Бойсі»           | Newport News Shipbuilding | 25 серпня 1988  | 23 березня 1991   | 7 листопада 1992  |                   |                             |
| 54. | «Монтпілієр»      | Newport News Shipbuilding | 19 травня 1989  | 23 серпня 1991    | 13 березня 1993   |                   |                             |
| 55. | «Шарлотт»         | Newport News Shipbuilding | 17 серпня 1990  | 3 жовтня 1992     | 16 вересня 1994   |                   |                             |
| 56. | «Гемптон»         | Newport News Shipbuilding | 2 березня 1990  | 3 квітня 1992     | 16 листопада 1993 |                   |                             |
| 57. | «Гартфорд»        | Electric Boat             | 22 лютого 1992  | 4 грудня 1993     | 10 грудня 1994    |                   |                             |
| 58. | «Толедо»          | Newport News Shipbuilding | 6 травня 1991   | 28 серпня 1993    | 24 лютого 1995    |                   |                             |
| 59. | «Тусон»           | Newport News Shipbuilding | 15 серпня 1991  | 20 березня 1994   | 18 серпня 1995    |                   |                             |
| 60. | «Коламбія»        | Electric Boat             | 21 квітня 1993  | 24 вересня 1994   | 9 жовтня 1995     |                   |                             |
| 61. | «Грінвілл»        | Newport News Shipbuilding | 28 лютого 1992  | 17 вересня 1994   | 16 лютого 1996    |                   |                             |
| 62. | «Шаєнн»           | Newport News Shipbuilding | 6 липня 1992    | 16 квітня 1995    | 13 вересня 1996   |                   |                             |